# Трасянка
Трася́нка или белорусско-русская смешанная речь — форма смешанной речи, в которой часто чередуются белорусские, русские, польские и украинские элементы и структуры. Как правило, трасянка представляет собой смешение белорусского народно-диалектного языка (с преимущественным сохранением грамматики и фонетики) и русского литературного языка (в частности — лексики), и происходит по причине миграции белорусского сельского населения в крупные города. В настоящее время, правда в меньшей степени, наблюдается и обратный процесс — трасянка формируется при переходе от русского к белорусскому литературному языку.
Схожее явление присутствует и на территории Украины: украинско-русская смешанная речь, называемая суржиком.
| Белорусский язык  | Трасянка               | Перевод          |
| ----------------- | ---------------------- | ---------------- |
| Паліць забаронена | Курыць запрэшчэно      | Курить запрещено |
| Сумны хлопчык     | Грусны мальчык/хлопчык | Грустный мальчик |

## Происхождение термина
В переводе с белорусского слово трасянка буквально означает низкокачественное сено, когда крестьяне смешивают, перетрясают (от белорусского трасуць, то есть трясут) солому с сеном. Позже смысл данного термина «недоброкачественная смесь» был перенесён в сферу языка. Своё новое значение («смесь русского и белорусского языков») слово получило относительно недавно (во второй половине 1980-х годов), когда целый ряд публикаций на страницах литературной газеты «Літаратура і мастацтва» раскритиковал состояние белорусского языка в советский период. Феномен же смешения русского и белорусского (а также русского и украинского) языков возник и стал привлекать к себе внимание задолго до этого времени. Так, например, ещё в 1930-е годы Вацлав Ластовский называл это явление «чаўня». Считается, что значительную роль в популяризации термина «трасянка» в отношении к белорусско-русской смешанной речи сыграл белорусский политик (БНФ) и публицист Зенон Позняк (ср. Pozniak, 1988).

## История

### Смешанная речь в досоветский и ранний советский период
Смешение русского и белорусского языков на территории сегодняшней Белоруссии имеет долгую историю. Причина заключается в том, что белорусские (а также украинские) земли на протяжении продолжительного времени являлись пограничными регионами, в которых местные диалекты находились в контакте с близкородственными и в то же время социально доминантными языками: польским и русским. Когда в конце XVIII века Белоруссия вошла в состав Российской империи, полонизация населения и влияние польского языка ослабились. Подтверждение этому явлению может быть найдено в пьесе XIX века, написанной Викентием Дуниным-Марцинкевичем, «Пинская шляхта» (1866), в котором отразились языковые тенденции того времени. А статьи, описывающие смешение русского и белорусского языков, обнаруживаются с начала XX столетия (например, в газете «Наша Нива»). Вопрос о том, можно ли называть «трасянкой» эти старые формы смешивания белорусского и русского языков, является спорным, так как в то время смешанная речь не передавалась из поколения в поколение. Объектом публицистических споров белорусско-русская речь стала не ранее 1920-х годов.

### После Второй мировой войны
Зарождение феномена, получившего в 1980-е годы название «трасянка», связано с фундаментальными социодемографическими изменениями, имевшими место в Советской Белоруссии после Второй мировой войны, а на территории восточных белорусских областей, возможно, ещё ранее — до этой войны. Индустриализация Белорусской Советской Социалистической Республики (БССР) привела к массовой миграции рабочей силы из деревень в города. Так, если в 1959 году в городах проживало только около 31 % населения республики, то в 1990 году доля городского населения выросла до 66 %. В то же время наблюдается приток этнических русских из других регионов Советского Союза в БССР, где они часто занимали руководящие должности в Белорусской коммунистической партии, в сфере государственного управления и на государственных предприятиях. В таких условиях бывшие деревенские жители, носители белорусского (преимущественно диалектного) языка, были вынуждены подстраиваться под русскоговорящее окружение, что, однако, не всегда удавалось в полной мере. В результате подобного приспособления к русскому языку возникла так называемая трасянка в её сегодняшней форме. Кроме того, дети данного поколения усваивали белорусско-русскую речь в качестве своего первого языка.
В 2018 году в Минске была издана первая детективная повесть, написанная на трасянке.

## Лингвистический статус трасянки
По причине негативной коннотации термина «трасянка» было предложено не употреблять его в лингвистической дискуссии и использовать вместо него термин «белорусско-русская смешанная речь».
Начало лингвистической дискуссии о белорусско-русской смешанной речи относится к первой половине 1990-х годов. Известные белорусские исследователи неоднократно отмечали спонтанный, индивидуальный, бессистемный и даже «хаотичный» характер смешения белорусского и русского языков. Однако ввиду отсутствия корпуса смешанной речи «ранние» дебаты о ней основывались преимущественно на неофициальных наблюдениях. Первое эмпирическое исследование данного явления было проведено только в начале 2000-х годов в столице Минске.
В период же между 2008 и 2013 годами в рамках научного проекта, проводившегося лингвистами и социологами из Ольденбургского университета (в сотрудничестве с Белорусским государственным университетом в Минске), было создано два корпуса спонтанной смешанной речи. Полученные в рамках данного проекта результаты подтверждают мнение, что белорусско-русская смешанная речь на сегодняшний день не может быть охарактеризована как определенно стабильный на всей территории Беларуси «fused lect» («смешанный код»). С другой стороны, в смешанной речи на всех языковых уровнях наблюдаются определенные стабильные модели, характерные для всей территории Белоруссии, являющиеся либо общими для смешанной речи и одного из «языков-доноров» (белорусского или русского) или же, наоборот, отличающие смешанную речь от обоих «языков-доноров». В словарном составе и морфосинтаксисе смешанной речи однозначно преобладают русские элементы и черты. Словоизменение является смешанным, и даже в произношении заметно влияние русского языка. В целом белорусско-русская смешанная речь на данном этапе в работах проекта классифицируется как совокупность региональных социолектов. Другие же работы продолжают описывать её как «хаотичную» и «спонтанную» форму смешения языков.

## Социологические характеристики смешанной речи
В социологической и социолингвистической части ольденбургского научного проекта по изучению употребления смешанной речи в Белоруссии были получены среди прочих следующие результаты: на вопрос о «родном языке» примерно 38 % из 1200 опрошенных выбрали ответ «белорусско-русская смешанная речь», 49 % назвали белорусский язык и 30 % — русский (разрешалось выбрать несколько ответов). Однако в качестве своего «первого языка» около 50 % респондентов назвали смешанную речь, 42 % выбрали русский язык и 18 % — белорусский (здесь также можно было выбрать несколько ответов). А в качестве «основного» (то есть преимущественно используемого) языка около 55 % опрошенных назвали русский язык, 41 % — смешанную речь и только 4 % — белорусский язык.
Кроме того, результаты данного проекта противоречат распространенному мнению, что употребление белорусско-русской смешанной речи является показателем низкого уровня образования и недостаточного владения русским или белорусским литературным языком. Смешанная речь распространена среди белорусов с разным уровнем образования и среди представителей разных возрастных групп; она употребляется параллельно с литературным языком, в большинстве случаев с русским. Степень приближения смешанной речи к русскому или белорусскому литературному языку зависит от таких факторов, как собеседник, место и тема разговора и т. д. Среди молодого поколения белорусов доля употребления смешанной речи снижается в пользу русского языка.

## Дополнительно
- Ольденбургские публикации по белорусско-русской смешанной речи
- Ольденбургский корпус белорусско-русской смешанной речи
- Die Russisch-Weißrussische Sprachmischung Trasjanka, Диссертационный проект Натальи Зендер, 28.03.2012
- Два примера трасянки
- Пример трасянки